# Don't Get Too Close
Don't Get Too Close è il terzo album in studio del DJ statunitense Skrillex, pubblicato il 18 febbraio 2023 dalla OWSLA e dalla Atlantic Records.

## Descrizione
Skrillex ha anticipato l'album sui propri social media insieme al precedente Quest for Fire il 1º gennaio 2023, con un messaggio che accennava ai nomi dei due album e alla loro uscita nello stesso anno. Il titolo e la copertina sono stati rivelati il 13 febbraio seguente, insieme al video musicale dell'omonimo singolo.
L'album è stato pubblicato a sorpresa durante l'esibizione di Skrillex al Madison Square Garden, insieme a Fred Again e Four Tet, il 18 febbraio 2023.

## Tracce
1. Don't Leave Me Like This (with Bobby Raps) – 1:42
2. Way Back (with PinkPantheress and Trippie Redd) – 1:59
3. Selecta (with Beam) – 3:10
4. Ceremony (with Yung Lean and Bladee) – 3:12
5. Real Spring (with Bladee) – 2:09
6. Summertime (with Kid Cudi) – 2:11
7. Bad for Me (with Corbin and Chief Keef) – 2:53
8. 3AM (with Prentiss and Anthony Green) – 3:26
9. Don't Go (with Justin Bieber and Don Toliver) – 2:48
10. Don't Get Too Close (with Bibi Bourelly) – 4:04
11. Mixed Signals (with Swae Lee) – 2:46
12. Painting Rainbows (with Bibi Bourelly) – 3:15